# He Ying
He Ying (n. 17 aprilie 1977, Siping⁠(d), Republica Populară Chineză) este o arcașă ce a reprezentat Republica Populară Chineză, medaliată olimpică. A participat la 3 ediții ale Jocurilor Olimpice (1996, 2000, 2004) în care a câștigat două medalii de argint.